# Il piacere dello scandalo
Il piacere dello scandalo (Fools for Scandal) è un film del 1938 diretto da Mervyn LeRoy.